# Bobovica (Szamobor)
Bobovica falu Horvátországban Zágráb megyében. Közigazgatásilag Szamoborhoz tartozik.

## Fekvése
Zágrábtól 21 km-re nyugatra, községközpontjától 3 km-re északra az A3-as autópálya mellett fekszik.

## Története
Neve 1242-ben tűnik fel „Boboycha locus” alakban. 1443-ban „Bobowycza”, 1453-ban „Bobowcz possessio et Zomzedwar”, 1509-ben és 1596-ban „Bobowycza” néven említik. 1783-ban az első katonai felmérés térképén „Dorf Bobovicza” néven szerepel. 1857-ben 72, 1910-ben 114 lakosa volt. Trianon előtt Zágráb vármegye Szamobori járásához tartozott. 2011-ben 282 lakosa volt.

## Lakosság
| Lakosság változása | Lakosság változása | Lakosság változása | Lakosság változása | Lakosság változása | Lakosság változása | Lakosság változása | Lakosság változása | Lakosság változása | Lakosság változása | Lakosság változása | Lakosság változása | Lakosság változása | Lakosság változása | Lakosság változása | Lakosság változása |
| ------------------ | ------------------ | ------------------ | ------------------ | ------------------ | ------------------ | ------------------ | ------------------ | ------------------ | ------------------ | ------------------ | ------------------ | ------------------ | ------------------ | ------------------ | ------------------ |
| 1857               | 1869               | 1880               | 1890               | 1900               | 1910               | 1921               | 1931               | 1948               | 1953               | 1961               | 1971               | 1981               | 1991               | 2001               | 2011               |
| 72                 | 84                 | 86                 | 107                | 115                | 114                | 129                | 140                | 189                | 211                | 221                | 256                | 290                | 290                | 279                | 282                |

## Külső hivatkozások
- Szamobor hivatalos oldala
- A szamobori Szent Anasztázia plébánia honlapja
- Szamobor város turisztikai egyesületének honlapja
- Az első katonai felmérés térképe (1763-1787)